# آرامگاه جاماسب حکیم
جاماسب یکی از دامادهای زرتشت پیامبر ایرانیان می‌باشد. از آن جمله می‌گویند که خداوند به جاماسب گفت: که در روزی معین زندگانی‌ات به‌ پایان می‌رسد و جاماسب در روز سررسید به این منطقه وارد شده و در همان‌جا جان به جان آفرین تسلیم کرد و اهالی روستای باستانی کراده برایش آرامگاهی ساختند. بنا بر نوشته‌های منابع جاماسب از پیشگویان بود و مرگ خویش را پیش‌بینی کرده بود که در تاریخی معین بر اثر نیش عقرب وفات خواهد یافت؛ بنابراین در آن ساعت موعود برهنه سوار بر اسبی عریان گردید و به میان رودخانه قره قاج رفت. اما بر اثر نیش عقرب جان به جان آفرین تسلیم کرد. ظاهراً عقرب به خاربنی چسبیده و برآب سوار بود که به دم اسب رسید و مأموریت خویش را انجام داد. البته جدا از روایت‌های کهن در مورد داستان جاماسب باید به این موضوع اشاره نمود که بر اساس نظریه مرتضی رضوی، جاماسب بنیان‌گذار دین ایرانی بوده و زردشت پیامبر اصلاح گر همان دین است و زرتشت آمده بود دین جاماسب را از تحریفات میترائیزم پیرایش کند. آیا استاد پس از شاگرد آمده؟ در مواردی میان جاماسب حکیم که شاگرد و داماد زردشت است با جاماسب بنیان‌گذار دین ایران اشتباه نشود و جاماسب حدود ۱۰۰۰ سال پیش از زردشت آمده است. برخی از پژوهشگران که زردشت را شخصیت حدود ۳۷۰۰ سال می‌دانند، او را با جاماسب اشتباه می‌کنند. زیرا مشاهده می‌کنند که دین اهورائی با همهٔ نظام و سازمان فرشتگانش و با اصول اولیه‌اش، ریشه در حوالی ۳۷۰۰ سال پیش دارد. عده‌ای دیگر او را شخصیت ۲۶۰۰ سال پیش می‌دانند. وجود شخصیتی به نام جاماسب و محل بعثت او و کتاب او که بر ۱۰۰۰ تکه کوچک از چرم گاو نوشته شده بود حاکی از این است که جاماسب پیامبری دارای کتاب بوده که اوستا نام داشته و زرتشت پیامبر اصلاح‌گر همان دین یکتاپرستی بوده و محققین مسلمان و روایات امامان مذهب تشیع نیز بر این امر دلالت دارد.

## موقعیت جغرافیایی آرامگاه
این اثر باستانی با ارزش در شهرستان خفر و در مسیر جاده ۶۷ (شیراز-خفر) در سمت راست جاده و نرسیده به شهر باب‌انار قرار گرفته است که پس از ورود به جاده فرعی به روستای کراده منتهی می‌شود و پس از آن در شرق کراده روستای گاره واقع شده که آرامگاه جاماسب حکیم در بیرون این روستا قرار دارد. فاصله روستای کراده تا روستای گاره دو کیلومتر است که از میان کوچه باغ‌های سرسبز راهی باریک و خاکی ناهموار را به‌طرف آرامگاه طی می‌کند. نام اصلی این روستا گاره یا کاره می‌باشد که اهالی منطقه به‌آن جومه بزرگی می‌گویند که مخفف جاماسب بزرگ است. اهالی منطقه جاماسب را به کسر «س» تلفظ می‌کنند. پیرمردان و پیرزنان این منطقه جاماسب را خانباز هم می‌خوانند و دربارهٔ جاماسب یا خانبازخان داستان‌ها و اشعار بسیاری در منطقه استان فارس گفته شده‌ ست.حال باید تحقیق شود که آیا این آرامگاه جاماسب همان داماد زرتشت است؟ یا این‌که جاماسب دیگری است؟ این بنای باستانی در بیرون و در جنوب شرقی روستای گاره بر فراز تپه‌ای قرار گرفته است که مشرف بر شهرستان خفر و باغ‌ها و روستاهای اطراف است.

## ساختمان آرامگاه
ساختمان آرامگاه به‌ صورت مکعب شکل است که بر روی تپه‌ای کوتاه ساخته شده و از سنگ‌های تراش خورده بدون ملات ساخته شده‌ است. آرامگاه همانندی فراوانی با کعبه زرتشت در نقش رستم و آتشکده میل اژدها دارد. به علت تراش خوردن سنگ‌های آرامگاه می‌توان آن را به دوران ساسانیان و دورانی که شهر خفر دارای اهمیت بوده نسبت داد.
- ضلع شمالی: خوشبختانه سالمترین بخش این ساختمان می‌باشد کوتاه‌تر از دیگر دیواره‌های آرامگاه است و بر روی یک صخره بنا شده‌است و علت سالم ماندنش نیز دسترسی نداشتن به این دیواره است. در ارتفاع ۴ متری این دیواره یک ردیف سنگ‌کاری برجسته نمایان است.
- ضلع جنوبی: در دوران گذشته بلندترین دیواره آن بوده و بر اثر هجوم سودجویان آثار عتیقه قسمت اعظم دیوار ویران شده است.
- ضلع شرقی: این دیواره هم بر اثر غارتگری سودجویان از دو موضع حفاری غیرمجاز شده و آسیب جبران‌ناپذیری را بر پیکره این اثر وارد کرده‌اند.
- ضلع غربی: بلندترین دیواره این بنا را تشکیل می‌دهد، نسبتاً سالم مانده و تنها ردیف سنگ‌کاری بالای آن خراب شده. گویا در دوران گذشته سازمان میراث فرهنگی داربست فلزی را در کنار این دیوار برپا کرده که بدون تعمیر و بازسازی آن، سال‌هاست که رها شده است. در میانه و گرداگرد آرامگاه در هر یک متر یک سوراخ مربع شکل تعبیه شده که احتمالاً برای این ساخته شده است که اگر باران وارد بنا شد بتواند به راحتی از این سوراه‌ها خارج شود. در محفظه داخلی آرامگاه از کف تا سقف از سنگ و ساروج فشرده پر شده که بسیار سخت و محکم می‌باشد.

روی سقف آن یک سنگ ۸ ضلعی موجود بوده که به وسیله سنگ‌های تراش خورده به صورت یک مقبره درآمده بوده است که متأسفانه بر اثر چپاول سودجویان تنها ۳ الی ۴ ضلع آن باقی مانده است. چپاولگران در زیر همین سنگ آرامگاه از ۲ طرف بالا و پایین به صورت تونلی حفر کرده‌اند و از ظواهر امر پیدا است که سودجویان چیزی پیدا نکرده‌اند. زیرا درون چهاردیواری آرامگاه تماماً از سنگ و ساروج پر شده است. طول و عرض هر دیوار از هر طرف ۵ متر و ۸۰ سانتی‌متر است که به‌صورت مربع و بسیار استادانه و با اصول معماری ساخته شده است. ارتفاع این آرامگاه مربع شکل در هر طرف ضلع متفاوت است.
به دلیل اینکه بر روی تپه که دارای شیب و سنگ‌های صخره‌ای است ایجاد شده‌ است ارتفاع تغییر می‌کند. اما در ضلع غربی ارتفاع آن نزدیک به ۷ متر می‌رسد که احتمالاً ارتفاع این آرامگاه بیشتر از این بوده‌ است که به‌ تدریج ویران شده است.
ابعاد سنگ‌های تراش خورده آرامگاه با یکدیگر تفاوت دارند. احتمالاً بر بالای آرامگاه ۸ ضلعی اتاقی بوده است که به صورت ۴ اتاقی بازساخته شده بود که شاید بر روی همین آرامگاه آتشدانی برپا بوده است و از فواصل دور دیده می‌شده. برخی می‌گویند که این ساختمان آتشکدهای بوده که در جشنها و مراسم ویژه از آن استفاده می‌شده است.

## بی‌توجهی به آرامگاه
در حقیقت این آرامگاه در بین دیگر آثار باستانی ایران مظلوم واقع شده است و حتی نامی از آن برده نمی‌شود و تنها در کتاب اقلیم پارس نوشته آقای مصطفوی چند سطر جزئی درباره‌اش نوشته شده و دیگر کتاب‌ها تنها به نام قبر جاماسب اکتفا کرده‌اند. در پایین و گرداگرد تپه گورهای دوران پس از اسلام به چشم می‌خورد. سنگ گورهایی که تاریخ هجری قمری آن در حدود ۳۰۰ تا ۵۰۰ پیش می‌باشد و بر روی بیشتر سنگ گورها درخت سرو حک شده است و می‌توان حدس زد که پس از ورود اسلام اهالی روستای گاره مرده‌های خود را در پایین آرامگاه جاماسب حکیم دفن می‌کرده‌اند اما پس از سال‌های ۱۱۵۰ هجری قمری گورستان این روستا به‌جای دیگری انتقال داده شده است.
برای مثال بر روی سنگ گوری تاریخ ۱۱۱۶ حک شده است. روی برخی سنگ گورها اشکال و خطوط عربی و کوفی و اشعار فارسی از شاعران نامی و گمنام به چشم می‌خورد که متأسفانه این گورها هم از دستبرد دزدان آثار باستانی در امان نبوده‌اند.
چندین سنگ نوشته بزرگ به صورت کتیبه به انواع خطوط کوفی، عربی در پایین آرامگاه به صورت نامنظم بر روی هم انباشته شده. در پایین تپه جوی آب پاک و زلالی جاری است که باغ‌ها و روستای گاره را مشروب می‌سازد. این آب از کاریز یا قنات گاره سرچشمه می‌گیرد.